# Новый Слакбаш
Новый Слакбаш (баш. Яңы Ыҫлаҡбаш) — упразднённая в 2005 году деревня Знаменского сельсовета Белебеевского района Республики Башкортостан.

## География
Стоит у реки Чубарка, к востоку, на расстоянии около 1 км, находятся деревни Березовка и Новосараево. Сохранилось кладбище.

### Географическое положение
Расстояние до:
- районного центра (Белебей): 21 км,
- центра сельсовета (Знаменка): 5 км,
- ближайшей ж/д станции ( Глуховская): 11 км.

## История
Закон Республики Башкортостан «О внесении изменений в административно-территориальное устройство Республики Башкортостан в связи с образованием, объединением, упразднением и изменением статуса населенных пунктов, переносом административных центров» от 20 июля 2005 года N 211-з, ст.1 гласил:

4. Упразднить следующие населенные пункты:
8) в Белебеевском районе:

б) деревню Новый Слакбаш Знаменского сельсовета

## Население
На 1 января 1969 года проживали 72 человека; преимущественно чуваши.